# Njutnovi prstenovi
Njutnovi prstenovi predstavljaju sliku koja se dobija pri refleksiji svetlosti u određenim optičkim sistemima i koja se sastoji  od svetlih i tamnih koncentričnih krugova.
Prvi naučnik koji je opisao Njutnove prstenove bio je Robert Huk koji je o ovom fenomenu pisao u svojoj knjizi Mikrografija objavljenoj 1664. godine. Isak Njutn je prvi istraživao i analizirao ovu pojavu, koja je zbog toga po njemu dobila ime.

## Tehnički opis i način funkcionisanja sistema u kom se primećuju Njutnovi prstenovi
Njutnovi prstenovi se mogu primetiti kada se svetlost propusti kroz sistem koji se sastoji od optičkog sočivo sa jednom ravnom površinom (plankonveksnog sočiva) i podloge od stakla na koju je postavljen sferni deo sočiva. Ceo ovaj sistem nalazi se u vazduhu.
Pri propuštanju svetlosti na način prikazan na slici, svetlosni zrak dolazi do sfernog dela sočiva. Jedan deo zraka se odbija od sočiva i vraća nazad. Ostali deo prolazi kroz sočivo, prelama se u vazdušnom sloju i dolazi do staklene površine od koje se odbija i vraća nazad.
Na mestima gde se svetlosni zraci sreću (tačka A), dolazi do pojave interferencije.

## Interferencija
Interferencija je slaganje dva ili više svetlosnih talasa, pri čemu nastaje novi talas. Interferencija može biti konstruktivna i destruktivna u zavisnosti od razlike u fazama dva snopa svetlosti koji izlaze iz sočiva. 

### Konstruktivna interferencija
Do konstruktivne interferencije dolazi kada nema razlike u fazama dva talasa. Iz ta dva svetlosna talasa spajanjem nastaje jedan talas koji ima veću amplitudu. Tu dolazi do maksimalnog jačanja svetlosnog talasa. 

### Destruktivna interferencija
Destruktivna interferencija se javlja kada je fazna razlika jednaka polovini perioda oscilovanja. Pri tome dolazi do maksimalnog slabljenja svetlosnog talasa.

## Tamni i svetli krugovi
Vazdušni prostor koji se javlja između sočiva i stakla ima debljinu jednaku nuli u mestu gde sočivo naleže na ploču, a kako se pomeramo ka periferiji, njegova debljina raste. Jednakim dužinama vazdušnog prostora odgovaraju tačke koje se nalaze na jednakim rastojanjima od mesta dodira sa staklenom površinom. Kao rezultat toga javiće se tamni i svetli koncentrični krugovi koji se nazivaju Njutnovi prstenovi, a njihov raspored zavisi od interferencije. Ukoliko se javlja konstruktivna interferencija, deo sočiva na kom se to dešava izgleda osvetljen. Tamni deo koji se nalazi u centru odgovara mestu gde sočivo naleže na staklenu ploču. Na tom mestu je došlo do maksimalnog slabljenja svetlosti i javlja se destruktivna interferencija.
Uopšteno gledano, Njutnove prstenove čine svetli i tamni krugovi koji nastaju zbog refleksije svetlosti i predstavljaju interferencionu sliku svetlosnih talasa.

## Jednačina poluprečnika Njutnovih prstenova
Primenom fizičkih formula i matematičkim izračunavanjem mogu se dobiti izrazi za poluprečnike svetlih i tamnih Njutnovih prstenova.
Na slici je sa R obeležen poluprečnik krivine sferne površine sočiva, r je poluprečnik jednog prstena, a d debljina vazduha na rastojanju r. 
Iz sličnosti trouglova DBC i CBA dobija se
{\displaystyle (2R-d):r=r:d\quad }
{\displaystyle r^{2}=(2R-d)\cdot d\quad }
{\displaystyle d={\frac {r^{2}}{2\cdot R-d}}\quad }
Pošto je d « r, važi:
{\displaystyle d={\frac {r^{2}}{2R}}\quad }
Kod tamnih prstenova razlika optičkih puteva talasa jednaka je celobrojnoj talasnoj dužini što se može videti na slici.
Zbog toga važi formula {\displaystyle 2dn=z\lambda \quad }
Kod svetlih prstenova ta jednačina imaće oblik {\displaystyle 2dn=(2z-1)\cdot {\frac {\lambda }{2}}\quad } , jer je razlika optičkih puteva jednaka neparnom umnošku polovine talasne dužine (slika 2).
Zamenjujući formule dobijene iz sličnosti trouglova u ove fromule, dobija se:
za tamni prsten: {\displaystyle r={\sqrt {\frac {z\lambda R}{n}}}\quad }
za svetli prsten: {\displaystyle r={\sqrt {\frac {(2z-1)\lambda R}{2n}}}\quad }
Pošto je indeks prelamanja u vazduhu jednak 1, prethodne jednačine se mogu zapisati u obliku:
{\displaystyle r={\sqrt {z\lambda R}}\quad }
{\displaystyle r={\sqrt {\frac {(2z-1)\lambda R}{2}}}\quad }
To znači da se dobija niz prstenova čiji poluprečnik zavisi od talasne dužine i poluprečnika krivine sferne površine sočiva.

## Primena
Njutnovi prstenovi mogu biti iskorišćeni za određivanje koliko je neka optička površina ravna. 
To se radi tako što se uzme jedna staklena površina za koju se zna da je ravna. Kada se na nju postavi površina za koju treba odrediti koliko je ravna, dobiće se ili tamni koncentrični krugovi, ili neki  deformisani oblici. Ukoliko se jave koncentrični krugovi, površina je ravna.

## Literatura
- Momčilo M. Pejović, Opšti kurs fizike: oscilacije, mehanički talasi i optika, izd. Elektronski fakultet u Nišu, Niš, 2004.
- Dr Milan Kurepa i Dr Jagoš Purić, Osnovi fizike - elektromagnetizam, optika, fizika atoma, jezgra , IRO Naučna knjiga, Beograd, 1987.
- Nataša Kadelburg i Vesna Rapaić, Fizika za III razred Matematičke gimnazije, Krug, Beograd, 2004.

- Airy, G.B. (1833). „VI.On the phænomena of Newton's rings when formed between two transparent substances of different refractive powers”. Philosophical Magazine Series 3. 2 (7): 20—30. ISSN 1941-5966. doi:10.1080/14786443308647959.
- Illueca, C.; Vazquez, C.; Hernandez, C.; Viqueira, V. (1998). „The use of Newton's rings for characterizing ophthalmic lenses”. Ophthalmic and Physiological Optics. 18 (4): 360—371. ISSN 0275-5408. doi:10.1046/j.1475-1313.1998.00366.x.
- Dobroiu, Adrian; Alexandrescu, Adrian; Apostol, Dan; Nascov, Victor; Damian, Victor S. (2000). „Improved method for processing Newton's rings fringe patterns”. 4068: 342—347. ISSN 0277-786X. doi:10.1117/12.378693.
- Tolansky, S. (2009). „XIV. New contributions to interferometry. Part II—New interference phenomena with Newton's rings”. The London, Edinburgh, and Dublin Philosophical Magazine and Journal of Science. 35 (241): 120—136. ISSN 1941-5982. doi:10.1080/14786444408521466.

## Spoljašnje veze
- Explanation of and expression for Newton's rings Архивирано на веб-сајту  (19. новембар 2014)